# Кліфф Вільямс
Кліффорд  (Кліфф)  Вільямс  (англ. Clifford Williams; нар. 14 грудня 1949, Ромфорд, Англія) — англійський бас-гітарист, відомий як незмінний учасник австралійської хард-рок-групи AC/DC з червня 1977, включений у Зала слави рок-н-ролу у 2003 поряд з іншими учасниками AC/DC.

## Біографія
Він переїхав зі своєю родиною у Ліверпуль, коли йому було дев'ять років, де він провів перші два робочих роки свого життя як інженер перш, ніж приєднатися до його першої групи.
У 1970 році Кліфф Вільямс почав виступати зі своєю першою групою Home: вокалістом Міком Стаббс, гітаристом Лорі Візефілдом, клавішником Клайвом Джоном і барабанщиком Міком Куком.
У 1972 році Джим Андерсон замінює Клайва Джона і Home випускають однойменний альбом, і, завдяки хіту Dreamer, у листопаді 1972 року альбом займає 41-е місце в британських чартах. Їх наступний альбом: The Alchemist, вийшов у 1973 році, але не мав великого успіху. Однак, коли британський виконавець народних пісень і поет-пісняр Ел Стюарт запропонував Home підтримати його у його першому американському турі в березні 1974 року, Мік Стаббс залишив групу. Решта учасники стали Групою Ела Стюарта (Al Stewart Band). Група Ела Стюарта проіснувала не довго, і Кліфф Вільямс став наступним, хто покинув групу. Він недовго грав з американською групою Stars, перш ніж сформувати свою групу Bandit у 1974. У неї входили: Джим Даймонд (вокал), Грем Боард (барабани, пізніше Бакс Фізз і група Роджера Уотерса). Група підписала контракт з Arista Records і у 1977 році випустила альбом Bandit. Також група виступала на розігріві у Алексіса Корнера за рік до свого розпаду.
Коли група розпалася — Кліфф хоче зав'язати з музикою, але його друг переконує його піти на прослуховування до AC/DC, які шукали басиста на заміну Марка Еванса, звільненого незабаром після запису альбому Let There Be Rock. Кліфф пішов на прослуховування і був прийнятий, але у нього були проблеми з отриманням дозволу на в'їзд в Австралію. Після перших виступів у складі AC/DC під час туру Let There Be Rock, Кліфф бере участь у створенні студійного альбому Powerage у 1978 році. Він став відомий тим, що він грає стійкі басові партії.
Живе в південно-західній Флориді. Є дочка Ерін Лукас.